# Aimeri III de Thouars
Aimeri III fou vescomte de Thouars (987-997).
Era fill de Herbert I (o Heribert I) i d'Aldearda (o Hildegarda) d'Aunay al que va succeir a la seva mort el 987. Era vassall del comte de Poitiers però es va reconèixer també vassall del comte d'Anjou Folc III Nerra. El 992 Aimeri III va ajudar a Folc III contra els bretons de Rennes per la possessió del comtat de Nantes, singularment a la segona batalla de Conquereuil el 27 de juny del 992. Conan I de Bretanya, comte de Rennes, va morir en la batalla i Judicael de Nantes, de l'anterior casa comtal, va recuperar el comtat; com que era menor, Folc li va posar com a tutor a Aimeri que durant dos anys va portar el títol de comte de Nantes. El fill bastard d'aquest, Haimon o Aymon, nascut vers 975, i comte a Domnònia, fou el principal tutor directe de Judicael. Haimon fou després senyor de Dinan i fou conegut com "el vescomte" tot i que no tenia aquest càrrec.
El 994 Aimeri es va allunyar de l'aliança angevina i Judicael va agafar el govern. Folc III va construir una fortalesa a Passavant per controlar a Aimeri.
Es va casar amb Elvisa, de la que no va tenir fills. Va morir el 997 i el va succeir el seu germà Savari III.